# Buru Lan Ediciones
Buru Lan de Ediciones, S. A. fue una editorial española, ubicada en San Sebastián, que entre 1970 y 1977 se dedicó a la edición de textos teóricos sobre diferentes materias y sobre todo cómics, a los que reivindicó como arte mayor. Estaba financiada por Javier Aramburu (padre del ilustrador Javier Aramburu) y Manuel Salvat, y dirigida por Luis Gasca.

## Trayectoria
Desde 1971 y en forma de fascículos de periodicidad semanal, Buru Lan recuperó tiras de prensa estadounidense clásicas (El Hombre Enmascarado, Flash Gordon, Príncipe Valiente) y presentó series de historietistas españoles contemporáneos (Drácula). También en fascículos, editó en 1973 la enciclopedia El cine, que, en contra de lo que era más común en la época, no se trataba de una traducción de textos foráneos, sino que incluía artículos originales de prestigiosos críticos del país como Angel Fernández-Santos, José Luis Garci, Pere Gimferrer, José Luis Guarner, Román Gubern, Francisco Llinás, Terenci Moix, Ricardo Muñoz Suay, Miquel Porter i Moix, César Santos Fontenla, Manuel Villegas López, etc. El Diccionario de actores incluido en esta enciclopedia se considera además el primer diccionario sobre aspectos concretos del cine publicado en España.
También fue la primera en presentar series de Johnny Hart (B.C.) y editó otras enciclopedias, como Pueblos de la Tierra.  
En 1973, lanzó las revistas de historietas para adultos El Globo y Zeppelin que imitaban a sus contrapartidas europeas, Charlie y Linus y presentaron autores como Al Capp, Bonvi, Feiffer, Mel Lazarus o Smythe.